# Beaufortgyre

De situering van de Beaufortgyre (oranje) en de Transpolaire driftstroom. De Noordpool is het middelpunt van de gestippelde cirkel.

De Beaufortgyre is een gyre in de Noordelijke IJszee en gedeeltelijk in de Beaufortzee.
De Beaufortgyre bestaat uit ijs en water. De gyre stroomt doorgaans met de klok mee, met de Noordpool als middelpunt. De stroomrichting kan zich echter korte tijd omkeren, iets wat regelmatig gebeurt. Het ijs dat zich in de Beafortgyre vormt of aldaar verzeild raakt kan daar jaren ronddrijven, langer dan elders in de regio. Mede daardoor is het ijs erg dik.
Tussen de gyre en Rusland stroomt de Transpolaire driftstroom van de Laptevzee en de Oost-Siberische Zee naar de Straat Fram tussen Groenland en Spitsbergen.